# Žalobín
Žalobín – wieś (obec) na Słowacji położona w kraju preszowskim, w powiecie Vranov nad Topľou. Pierwsze wzmianki o miejscowości pochodzą z 1451 roku.
Według danych z dnia 31 grudnia 2012 roku, wieś zamieszkiwało 813 osób, w tym 411 kobiet i 402 mężczyzn.
W 2001 roku rozkład populacji względem narodowości i przynależności etnicznej wyglądał następująco:
- Słowacy – 93,98%
- Czesi – 0,14%
- Romowie – 5,47%
- Ukraińcy – 0,14%

Ze względu na wyznawaną religię struktura mieszkańców kształtowała się w 2001 roku następująco:
- Katolicy rzymscy – 96,58%
- Grekokatolicy – 1,23%
- Ewangelicy – 0,41%
- Prawosławni – 0,41%
- Ateiści – 0,55%
- Nie podano – 0,82%